# 前580年
| 千纪： | 前1千纪 |
| 世纪： | 前7世纪 \| 前6世纪 \| 前5世纪 |
| 年代： | 前610年代 \| 前600年代 \| 前590年代 \| 前580年代 \| 前570年代 \| 前560年代 \| 前550年代                                                                                                  |
| 年份： | 前585年 \| 前584年 \| 前583年 \| 前582年 \| 前581年 \| 前580年 \| 前579年 \| 前578年 \| 前577年 \| 前576年 \| 前575年                                                                    |
| 纪年： | 周简王六年 魯成公十一年 齐灵公二年 晋厉公元年 秦桓公二十四年 宋共公九年 楚共王十一年 衛定公九年 陈成公十九年 蔡景侯十二年 曹宣公十五年 郑成公五年 燕昭公七年 吴王寿梦六年 杞桓公五十七年 |

## 大事記
- 晉厲公約秦桓公在令狐（今山西省臨猗縣西）會盟，但秦桓公不肯渡過黃河，僅派大夫史顆到河東與晉侯結盟，晉厲公於是派大夫郤犨到河西同秦國結盟。秦桓公回國後就背棄令狐之盟，聯絡楚國和翟狄圖謀伐晉。

## 出生
- 畢達格拉斯